# Michelle Yeoh
Michelle Yeoh Choo Kheng, nota anche con lo pseudonimo di Michelle Khan (cinese: 楊紫瓊; pinyin: Yáng Zǐqióng; Ipoh, 6 agosto 1962), è un'attrice malaysiana di etnia cinese.
È salita alla ribalta a livello locale dopo aver preso parte ad alcuni film d'azione tra cui Bambole e botte (1985), Police Story 3: Supercop (1992) e The Heroic Trio (1993), mentre ha acquisito notorietà a livello internazionale grazie alla partecipazione agli altri film Il domani non muore mai (1997), nei panni della Bond girl Wai Lin, e La tigre e il dragone (2000), per il quale ha ricevuto una candidatura ai British Academy Film Awards come miglior attrice protagonista. Inoltre è nota per aver interpretato Philippa Georgiou nelle prime tre stagioni di Star Trek: Discovery, sesta serie televisiva live action del franchise di Star Trek (cui ha preso parte dal 2017 al 2020), e nel film televisivo Star Trek: Section 31 (2025).
Nel 2022 ha ottenuto il plauso di pubblico e critica internazionali per l'interpretazione di Evelyn Quan Wang nella pellicola Everything Everywhere All at Once, grazie alla quale, nel 2023, si è aggiudicata un Premio Oscar come migliore attrice protagonista (diventando così la prima attrice asiatica a conquistare questo premio), un Golden Globe come migliore attrice in un film commedia o musicale e due Screen Actors Guild Award, come migliore attrice e per il miglior cast, venendo candidata, inoltre, ai Critics' Choice Awards e ai BAFTA Awards.
Rotten Tomatoes l'ha classificata come la «più grande eroina d'azione di tutti i tempi». Nel 1997 è stata scelta dalla rivista People come una delle «cinquanta persone più belle del mondo» e nel 2009 la stessa rivista l'ha inserita fra le «trentacinque bellezze dello schermo di tutti i tempi». Nel 2022 il Time l'ha inserita tra le cento persone più influenti del pianeta.

## Biografia

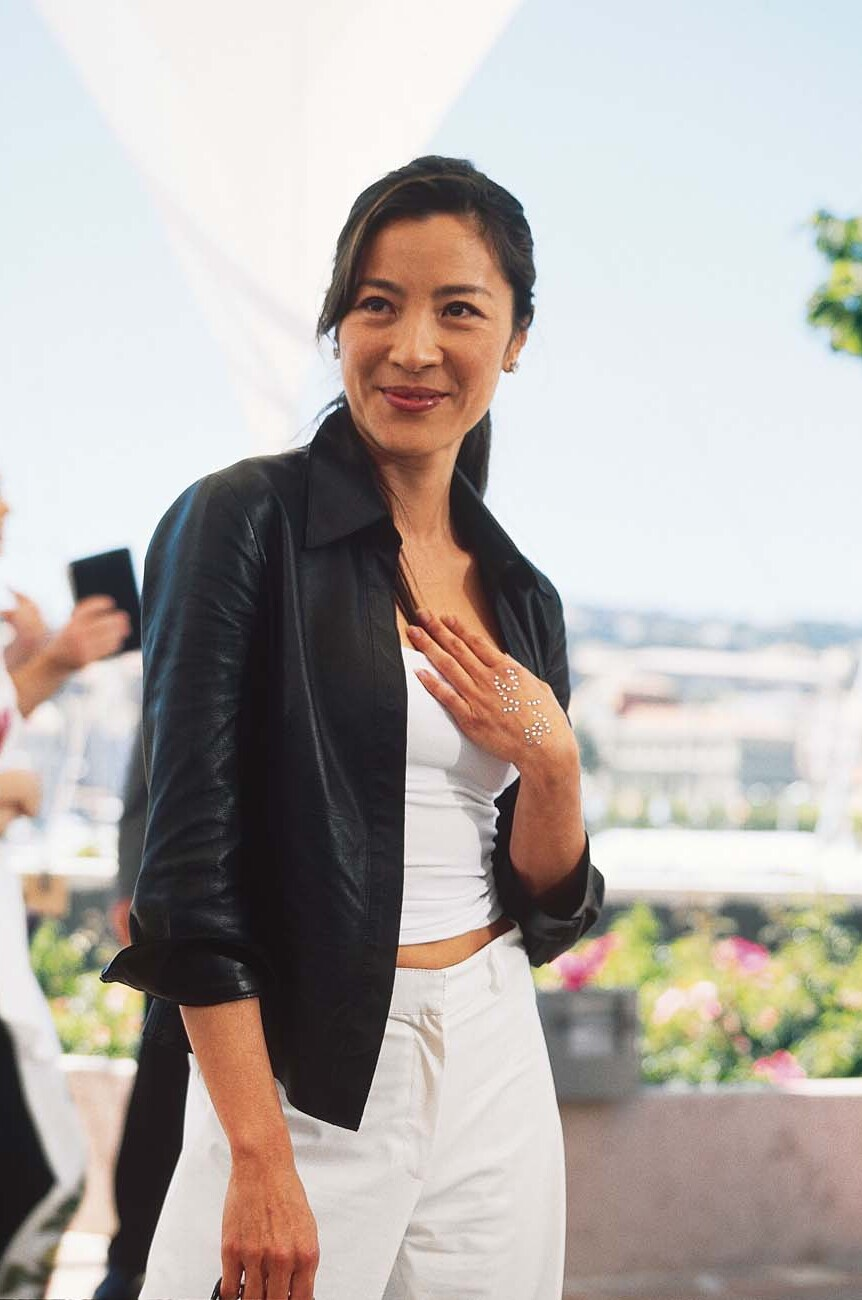
Michelle Yeoh al Festival di Cannes nel 2000

Nata il 6 agosto 1962 a Ipoh, Perak, da Janet Yeoh e Yeoh Kian-teik, suo padre è stato senatore della Malesia e poi della Malaysia dal 1959 al 1969, presidente dell'Associazione degli avvocati di Perak, e fondatore di "Sri Maju" nel 1975, un importante servizio di autobus interurbani in Malaysia e Singapore.
Michelle Yeoh inizia a studiare danza all'età di quattro anni. Ispirata dal film Saranno famosi, si iscrive alla Royal Academy of Dance britannica, dove ottenne un Bachelor of Arts in danza. Eccelle anche negli esercizi atletici, da adolescente gioca a squash e partecipa a selezioni nazionali di nuoto e tuffi. Si rivela essere piuttosto ambiziosa e determinata a ottenere un master in danza. Mentre vive in Gran Bretagna sperimenta il balletto, la danza contemporanea e il jazz. Il suo sogno di diventare prima ballerina viene però interrotto da un incidente alla spina dorsale, che le accade durante le prove. Decide così di spostare le sue mire verso la creazione di una propria scuola di danza.
Nel 1983 Yeoh ritorna in Malaysia, dove, a 21 anni vince l'edizione del concorso di bellezza di Miss Malaysia 1983. Incomincia così la carriera di modella a Hong Kong e, nel 1984, gira una serie di spot pubblicitari prodotti dalla D&B Films, una nascente compagnia di produzione cinematografica per la Charles Jourdan in cui viene contrapposta a eroi di film d'azione come Jackie Chan e Chow Yun-fat.
Nonostante la mancanza di un addestramento formale nelle arti marziali, la Yeoh si fa conoscere per i suoi ruoli in film d'arti marziali, principalmente The Heroic Trio del 1993 e i film di Yuen Wo Ping Tai ji zhang san feng e Wing Chun del 1994. Si affida al suo addestramento di ballerina e ai suoi istruttori e filma da sola molte delle scene di norma realizzate da una controfigura nei suoi film. È una delle poche donne a cui Jackie Chan permette di eseguire i propri stunt. Yeoh apprende l'inglese e il malese prima del cantonese e ancora oggi non sa leggere il cinese. In alcuni dei suoi primi film recita i suoi dialoghi a memoria.
Come molte altre star del cinema operative a Hong Kong, la Yeoh tenta di imporsi anche a Hollywood. Ma, nonostante il ruolo di Bond girl, coprotagonista nel film di 007 Il domani non muore mai (1997), e nel popolare La tigre e il dragone (2000), in cui recita anche Zhang Ziyi, non acquisisce una fama consolidata in Occidente. Successivamente le viene offerto il ruolo di Seraph nei due seguiti della popolare saga cinematografica Matrix, ma a causa di impegni precedenti è costretta a rifiutare, quindi gli sceneggiatori di Matrix cambiano il ruolo in uno maschile che viene interpretato da Colin Chou. Nel 2002 produce il suo primo film inglese, The Touch, attraverso la sua compagnia di produzione Mythical Films.

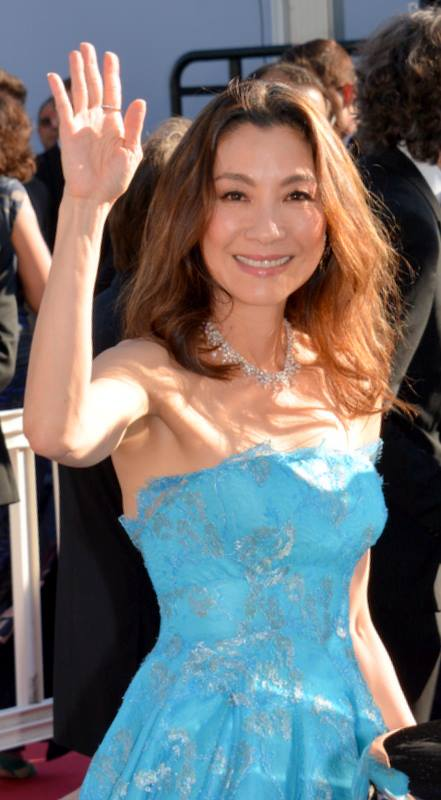
Michelle Yeoh al Festival di Cannes nel 2017

Nel 2001 riceve il titolo di Dato' dal sultano di Perak, il suo stato natale. Il titolo di Dato' è un titolo onorario simile al cavalierato britannico, che si trova al di sotto dei ranghi di Dato' Seri, Tan Sri e Tun. All'inizio del 2005 termina di girare le scene di Memorie di una geisha, tratto dall'omonimo romanzo di Arthur Golden. Nel marzo 2008 gira un documentario per la Asian Injury Prevention Foundation in Vietnam.
Nel 2016 il co-produttore Nicholas Meyer rivela in un'intervista a ComingSoon.net il coinvolgimento di Michelle Yeoh nella produzione della nuova serie del franchise di Star Trek, Star Trek: Discovery. Nella serie l'attrice interpreta il doppio ruolo del capitano Philippa Georgiou della USS Shenzhou NCC-1227, uccisa per mano del Klingon T'Kuvma durante la Battaglia delle Stelle Binarie, avvenuta in data stellare 1207.3 (2256) durante la guerra tra Impero Klingon e Federazione dei Pianeti Uniti, e del suo alter ego, l'Imperatrice Terrestre Philippa Georgiou dell'universo dello specchio, che ne prenderà il posto nell'universo della Federazione, divenendo un'agente della Sezione 31 della Flotta Stellare. Il coinvolgimento nella serie della Yeoh prende il via con il primo episodio trasmesso il 25 settembre 2017, Il saluto vulcaniano (The Vulcan Hello), e ha termine con il decimo episodio della terza stagione trasmesso il 17 dicembre 2020, Terraferma (seconda parte) (Terra Firma, Part 2), per un totale di 24 episodi. Nel 2018 compare nel terzo episodio della prima stagione della serie antologica Star Trek: Short Treks, La stella più brillante (The Brightest Star), dove interpreta il tenente Philippa Georgiou, al suo primo incontro con il Kelpiano Saru. Nel 2020 prende inoltre parte al terzo episodio della prima stagione della webserie Star Trek Logs. Il suo personaggio tornerà come protagonista del quattordicesimo film del franchise di Star Trek, Star Trek: Section 31, spin-off di Star Trek: Discovery, inizialmente previso come nuova serie televisiva dopo Star Trek: Strange New Worlds, ma "dirottato" a produzione cinematografica nell'aprile 2023.
Nell'aprile del 2017 interpreta il ruolo di Aleta Ogord nel film del Marvel Cinematic Universe Guardiani della Galassia Vol. 2, mentre nel 2018 figura tra i membri del cast dell'acclamata pellicola Crazy & Rich. Nel 2021 interpreta il ruolo di Jiang Nan in un altro film del Marvel Cinematic Universe, Shang-Chi e la leggenda dei Dieci Anelli. Nel 2022 è protagonista della pellicola di fantascienza Everything Everywhere All At Once, al fianco di Jamie Lee Curtis. Grazie a questo ruolo ottiene il plauso della critica: David Ehrlich di IndieWire che l'ha definita come «la più grande interpretazione cinematografica che Michelle Yeoh abbia mai realizzato». Oltre a essere candidata ai Critics' Choice Awards e ai Premi BAFTA, è stata premiata con il Golden Globe come migliore attrice in un film commedia o musicale, l'Independent Spirit Award, lo Screen Actors Guild Award per la migliore attrice cinematografica, e soprattutto l'Oscar alla miglior attrice, diventando la prima attrice asiatica a trionfare nella categoria e la terza a ricevere un Oscar per la recitazione dopo Miyoshi Umeki (1958) e Youn Yuh-jung (2021), che lo ottennero in qualità di attrici non protagoniste.
Sempre nel 2022, recita come protagonista nella miniserie The Witcher: Blood Origin, prequel dell'omonima serie televisiva del 2019, mentre l'anno seguente viene confermata la sua partecipazione alla saga cinematografica iniziata con il film campione d'incassi Avatar diretto da James Cameron. L'attrice, che interpreta la dottoressa Karina Mogue, sarebbe dovuta già apparire nel secondo capitolo Avatar - La via dell'acqua, tuttavia, la sua partecipazione è stata rimandata ai successivi due film.

## Vita privata
Dal 1988 al 1992 Michelle Yeoh è stata sposata con l'imprenditore di Hong Kong Dickson Poon, proprietario di aziende quali Harvey Nichols e Charles Jourdan. Dopo tre anni di matrimonio, durante i quali si era ritirata dalle scene, nel 1992 ritornò alla sua carriera cinematografica. Il suo primo film dopo il ritorno fu Police Story 3: Supercop, parzialmente girato a Kuala Lumpur, in Malaysia.
Nel 1998 è stata fidanzata con il cardiologo statunitense Alan Heldman. Nel 2004 ha iniziato a frequentare Jean Todt, allora direttore generale e amministratore delegato della Scuderia Ferrari e poi presidente della Federazione Internazionale dell'Automobile. Nel luglio 2008 ha confermato il suo fidanzamento con Todt durante un'intervista con Craig Ferguson al The Late Late Show della CBS.
Ha dichiarato di essere buddista e di credere nella reincarnazione. È anche sostenitrice del progetto Save China's Tigers impegnato a proteggere la tigre della Cina meridionale in via di estinzione.

## Filmografia parziale

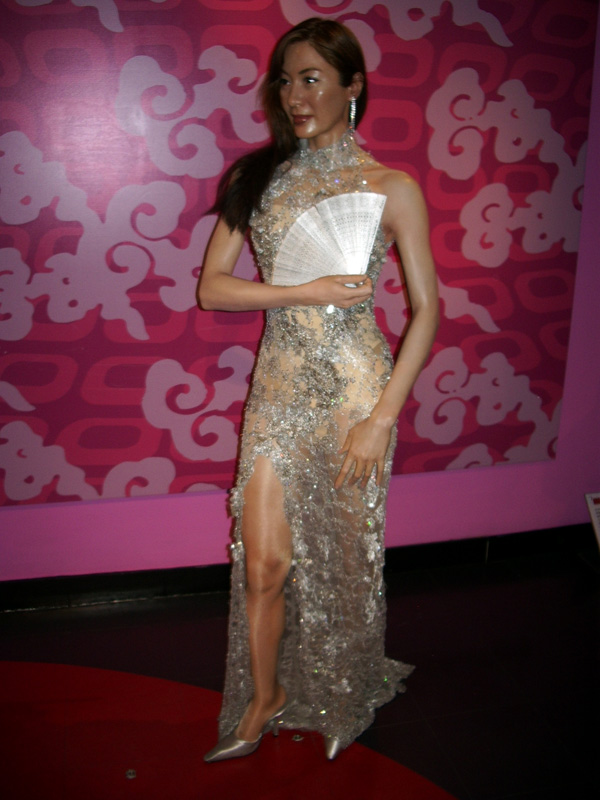
Statua in cera di Michelle Yeoh al Madame Tussaud di Hong Kong

### Attrice

#### Cinema
- Mao tou ying yu xiao fei xiang, regia di Sammo Hung (1984)
- Huang gu shi jie, regia di Corey Yuen (1985)
- Bambole e botte (Fuk sing go jiu), regia di Sammo Hung (1985)
- Caccia spietata (Wong ga jin si), regia di David Chung (1986)
- Magnificent Warriors (Zhong hua zhan shi), regia di David Chung (1987)
- Tong tian da dao, regia di Stephen Shin (1987)
- Police Story 3: Supercop (Jing cha gu shi III: Chao ji jing cha), regia di Stanley Tong (1992)
- The Heroic Trio (Dung fong saam hap), regia di Johnnie To (1993)
- San lau sing woo dip gim, regia di Michael Mak (1993)
- The Executioners (Jin doi hou haap cyun), regia di Siu-Tung Ching e Johnnie To (1993)
- Wu xia qi gong zhu , regia di Jing Wong (1993)
- Supercop 2 (Chao ji ji hua), regia di Stanley Tong (1993)
- Wing Chun (Yong Chun), regia di Woo-ping Yuen (1994)
- Tai ji zhang san feng, regia di Woo-ping Yuen (1994)
- Xiao lin xiao zi 2: Xin wu long yuan, regia di Yen-ping Chu (1994)
- Wonder Seven (7 jin gong), regia di Siu-Tung Ching (1994)
- The Stunt Woman (Ah Jin de gu shi), regia di Ann Hui (1996)
- The Soong Sisters (Song jia huang chao), regia di Mabel Cheung (1997)
- Il domani non muore mai (Tomorrow Never Dies), regia di Roger Spottiswoode (1997)
- Moonlight Express (Sing yuet tung wa), regia di Daniel Lee (1999)
- La tigre e il dragone (Wo hu cang long), regia di Ang Lee (2000)
- The Touch, regia di Peter Pau (2002)
- Falco d'argento (Fei ying), regia di Jingle Ma (2004)
- Memorie di una geisha (Memoirs of a Geisha), regia di Rob Marshall (2005)
- Sunshine, regia di Danny Boyle (2006)
- La mummia - La tomba dell'Imperatore Dragone (The Mummy: Tomb of the Dragon Emperor), regia di Rob Cohen (2008)
- Babylon A.D., regia di Mathieu Kassovitz (2008)
- La congiura della Pietra Nera (Jianyu), regia di Chao-Bin Su (2010)
- True Legend, regia di Yuen Wo Ping (2010)
- The Lady, regia di Luc Besson (2011)
- Crouching Tiger, Hidden Dragon: Sword of Destiny, regia di Yuen Wo Ping (2016)
- Morgan, regia di Luke Scott (2016)
- Mechanic: Resurrection, regia di Dennis Gansel (2016)
- Guardiani della Galassia Vol. 2 (Guardians of the Galaxy Vol. 2), regia di James Gunn (2017)
- Crazy & Rich (Crazy Rich Asians), regia di Jon M. Chu (2018)
- Ip Man Legacy - Master Z (Ye Wen wai zhuan: Zhang Tianzhi), regia di Yuen Wo Ping (2018)
- Last Christmas, regia di Paul Feig (2019)
- Quello che non ti uccide (Boss Level), regia di Joe Carnahan (2020)
- Gunpowder Milkshake, regia di Navot Papushado (2021)
- Shang-Chi e la leggenda dei Dieci Anelli (Shang-Chi and the Legend of the Ten Rings), regia di Destin Daniel Cretton (2021)
- Everything Everywhere All at Once, regia di Daniel Kwan e Daniel Scheinert (2022)
- L'accademia del bene e del male (The School for Good and Evil), regia di Paul Feig (2022)
- Assassinio a Venezia (A Haunting in Venice), regia di Kenneth Branagh (2023)
- Wicked, regia di Jon M. Chu (2024)
- L'apprendista della tigre (The Tiger's Apprentice), regia di Raman Hui, Yong Duk Jhun e Paul Watling (2024)
- Wicked - Parte 2 (Wicked: For Good), regia di Jon M. Chu (2025)
- Avatar - Fuoco e cenere (Avatar: Fire and Ash), regia di James Cameron (2025)

#### Televisione
- Strike Back – serie TV, 9 episodi (2015)
- Marco Polo – serie TV, 7 episodi (2016)
- Star Trek: Discovery – serie TV, 24 episodi (2017-2020) – Philippa Georgiou
- Star Trek: Short Treks – serie TV, episodio 1x03 (2018) – Philippa Georgiou
- The Witcher: Blood Origin – serie TV, 4 episodi (2022)
- American Born Chinese – serie TV, 8 episodi (2023)
- The Brother Sun - serie TV, 8 episodi (2024)
- Star Trek: Section 31, regia di Olatunde Osunsanmi – film TV (2025) – Philippa Georgiou

### Doppiatrice

#### Cinema
- Kung Fu Panda 2, regia di Jennifer Yuh Nelson (2011)
- Minions 2 - Come Gru diventa cattivissimo (Minions: The Rise of Gru), regia di Kyle Balda (2022)
- Paws of Fury - La leggenda di Hank (Paws of Fury: The Legend of Hank), regia di Rob Minkoff, Mark Koetsier e Chris Bailey (2022)
- Transformers - Il risveglio (Transformers: Rise of the Beasts), regia di Steven Caple Jr. (2023)

#### Televisione
- Star Trek Logs - webserie, episodio 1x03 (2020) - Philippa Georgiou
- Ark: The Animated Series – serie animata, episodi 1x01-1x02 (2024)

#### Videogiochi
- La tigre e il dragone (Crouching Tiger, Hidden Dragon) (2003)
- Tomb of the Dragon Emperor (2008)
- Star Trek Online (2010) - Philippa Georgiou
- Star Trek Timelines (2016) - Philippa Georgiou

### Produttrice
- Tian mai zhuan qi, regia di Peter Pau (2002)
- Silver Hawk (Fei Ying), regia di Jingle Ma (2004)
- Yao tiao shen shi, regia di Ju-Yuan Li (2009)
- Pad Yatra: A Green Odyssey, regia di Wendy J.N. Lee - documentario (2012)
- Final Recipe, regia di Gina Kim (2013)
- Everything Everywhere All at Once, regia di Daniel Kwan e Daniel Scheinert (2022)

### Sceneggiatrice
- Tian mai zhuan qi, regia di Peter Pau (2002)

## Riconoscimenti (parziale)
- Premio Oscar

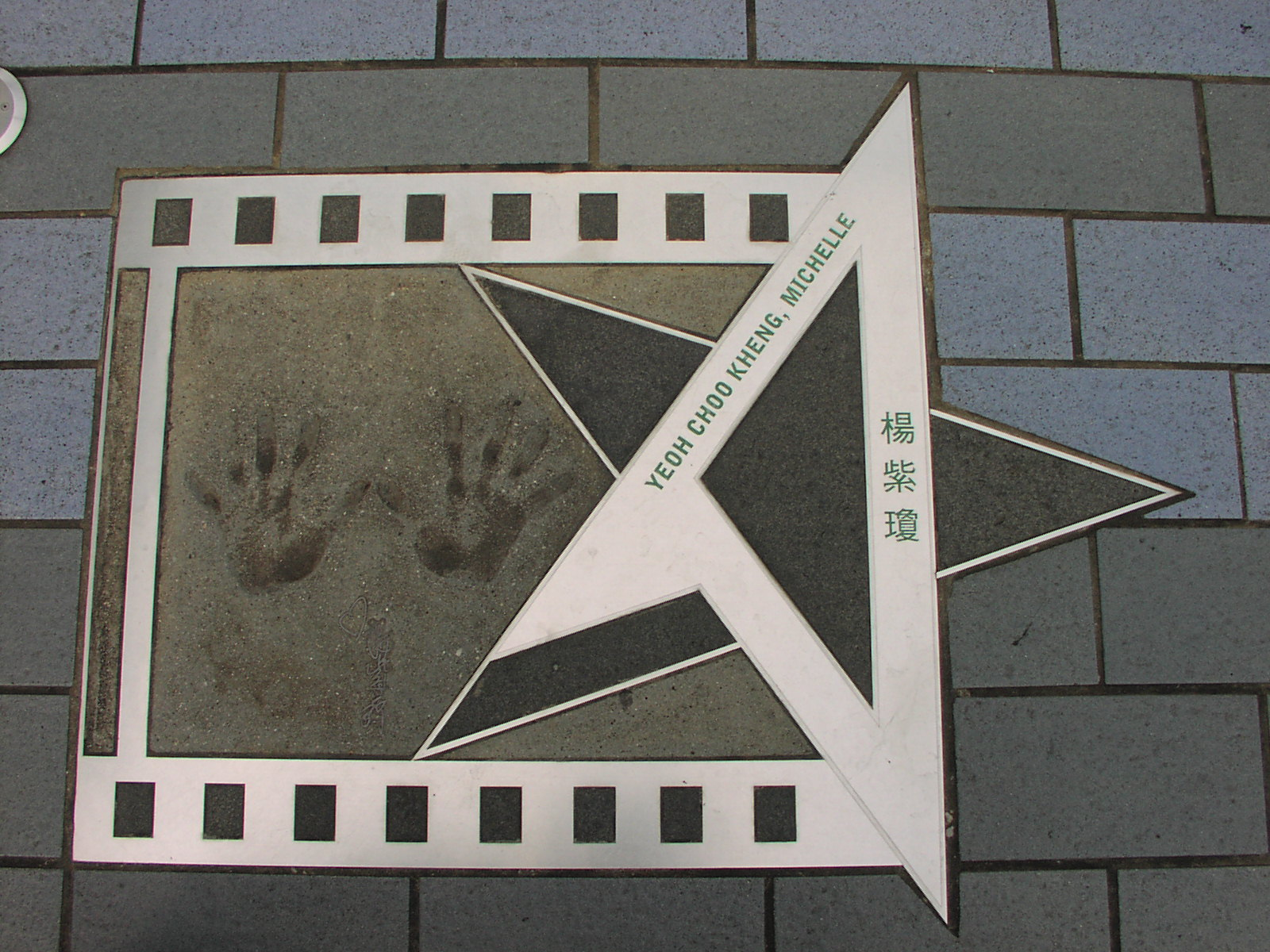
Stella sulla Avenue of Stars di Hong Kong dedicata a Michelle Yeoh

  - 2023 – Migliore attrice per Everything Everywhere All at Once
- Golden Globe
  - 2023 – Migliore attrice in un film commedia o musicale per Everything Everywhere All at Once[18]
- Critics' Choice Award
  - 2023 – Candidatura alla migliore attrice per Everything Everywhere All at Once[17]
- Independent Spirit Award
  - 2023 – Miglior interpretazione da protagonista per Everything Everywhere All at Once[37]
- Premi BAFTA
  - 2001 – Candidatura alla migliore attrice protagonista per La tigre e il dragone
  - 2023 – Candidatura alla migliore attrice protagonista per Everything Everywhere All at Once
- Satellite Award
  - 2023 – Migliore attrice in un film commedia o musicale per Everything Everywhere All at Once[38]
- Screen Actors Guild Award
  - 2019 – Candidatura al miglior cast cinematografico per Crazy & Rich
  - 2023 – Miglior attrice protagonista cinematografica per Everything Everywhere All at Once
  - 2023 – Miglior cast cinematografico per Everything Everywhere All at Once

## Doppiatrici italiane
Nelle versioni in italiano delle opere in cui ha recitato, Michelle Yeoh è stata doppiata da:
- Laura Romano in Memorie di una geisha, Sunshine, La mummia - La tomba dell'Imperatore Dragone, True Legend, Morgan, Star Trek: Discovery, Last Christmas, The Witcher: Blood Origin
- Roberta Greganti ne La tigre e il dragone, Crouching Tiger, Hidden Dragon: Sword of Destiny, Shang-Chi e la leggenda dei Dieci Anelli, Assassinio a Venezia, American Born Chinese
- Francesca Fiorentini in The Lady - L'amore per la libertà, Gunpowder Milkshake, The Brothers Sun
- Alessandra Korompay ne L'accademia del bene e del male, Wicked (dialoghi)
- Cristina Boraschi in Police Story 3: Supercop
- Chiara Colizzi in Il domani non muore mai
- Barbara Berengo Gardin in Falco d’argento
- Roberta Pellini in Babylon A.D.
- Cinzia Villari in La congiura della Pietra Nera
- Barbara Castracane in Mechanic: Resurrection
- Cristina Poccardi in Guardiani della Galassia Vol. 2
- Melina Martello in Crazy & Rich
- Vanessa Giuliani in Ip Man Legacy - Master Z
- Elena Canone in Quello che non ti uccide
- Claudia Razzi in Everything Everywhere All at Once
- Simona Patitucci in Wicked (canto)

Da doppiatrice è sostituita da:
- Roberta Greganti in Kung Fu Panda 2, Minions 2 - Come Gru diventa cattivissimo
- Laura Romano in Transformers - Il risveglio